# Molophilus (Molophilus) avidus
Molophilus (Molophilus) avidus is een tweevleugelige uit de familie steltmuggen (Limoniidae). De soort komt voor in het Palearctisch gebied.